# 1993 EW
1993 EW är en asteroid i huvudbältet som upptäcktes den 12 mars 1993 av de båda japanska astronomerna Seiji Ueda och Hiroshi Kaneda i Kushiro.
Asteroiden har en diameter på ungefär 13 kilometer och den tillhör asteroidgruppen Themis.